# Maja Hug
Maya Hug (Zürich, 5 april 1928 – Winterthur, 26 april 2023) was een Zwitsers kunstschaatsster. Zij nam deel aan de Olympische Winterspelen van 1948.

## Belangrijkste resultaten

### Olympische Winterspelen
| Jaar | Plaats       | Discipline     | Onderdeel       | Resultaat |
| ---- | ------------ | -------------- | --------------- | --------- |
| 1948 | Sankt Moritz | kunstschaatsen | individueel (v) | 15e       |

### Wereldkampioenschappen
| Jaar | Plaats | Onderdeel       | Resultaat |
| ---- | ------ | --------------- | --------- |
| 1948 | Davos  | individueel (v) | 14e       |

### Europese kampioenschappen
| Jaar | Plaats | Onderdeel       | Resultaat |
| ---- | ------ | --------------- | --------- |
| 1947 | Davos  | individueel (v) | 8e        |